# 룽강구 (후루다오시)

룽강구(한국어: 용항구, 중국어: 龙港区, 병음: Lónggǎng Qū)는 중화인민공화국 랴오닝성 후루다오시의 행정구역이다. 넓이는 138km2이고, 인구는 2007년 기준으로 200,000명이다.

## 행정 구역
10개 가도를 관할한다.
- 가도: 双龙街道, 东街道, 西街道, 滨海街道, 望海寺街道, 葫芦岛街道, 龙湾街道, 北港街道, 连湾街道, 玉皇街道.